# Alelimma deletaria
Alelimma deletaria là một loài bướm đêm trong họ Erebidae.